# Назарчук, Зиновий Теодорович
Зиновий Теодорович Назарчук академик Национальной академии наук Украины.
Учёный в области физики неразрушающего контроля и диагностики материалов, академик Национальной академии наук Украины (2006), Заслуженный деятель науки и техники Украины, лауреат Государственной премии Украины в области науки и техники (1995).

## Биография
Родился 12 апреля 1952 года во Львове, в рабочей семье.
- В 1974 г. с отличием окончил физический факультет Львовского государственного университета имени Ивана Франко. Научную деятельность начал старшим инженером в Физико-механическом институте АН УССР.

- В 1982 г. защитил кандидатскую, а в 1990 г. — докторскую диссертацию на тему «Численное решение двумерных задач дифракции методом сингулярных интегральных уравнений».

- В 1991 году Зиновий Теодорович возглавляет отдел физико-математических основ неразрушающего контроля и диагностики Физико-механического института им. Г. В. Карпенко и одновременно становится первым заместителем директора.
- В 2006 году избран председателем Западного научного центра НАН Украины и МОН Украины, членом Президиума НАН Украины.

## Научные работы
Основные научные результаты:
- создал строгую теорию взаимодействия зондирующей волны с системой произвольных трещиноподобных макродефектов конструкционного материала,
- развил методы анализа тонкой структуры и свойств дифрагированных полей,
- существенно углубил и расширил физические основы дефектометрии и структуроскопии.
- Ему принадлежат исследования резонансного рассеяния волн промежуточного частотного диапазона на дефектам в диэлектрических материалах и взаимовлияния системы произвольно ориентированных подповерхностных трещин в металлах. Благодаря этим работам внесён значительный вклад в становление нового раздела науки о прочности — технической диагностики и неразрушающего контроля материалов.
- впервые предложил новые прямые численные методы решения дифракционных задач, исходя из сингулярных интегральных уравнений.

С 1984 г. он активно работает над разработкой эффективных численных методов моделирования взаимодействия зондирующего поля с макродефектами конструкционного материала. В результате выполненных исследований математические методы теории дифракции обогатились новыми понятиями, впервые появилась корректная методика строгого учёта особенностей динамического зондирующего поля в окрестности ребер и взломов трещиноподобных дефектов. Разработаны подходы оказались особенно эффективными для методик контроля коррозионных трещин ветвления и ломаных тонких включений.
Предложенная З. Т. Назарчуком конструктивная теория дифракции эффективна в широком волновом диапазоне — от квазистатики до квазиоптики, включая самую тяжёлую для анализа промежуточную область, для которой известные приближенные подходы являются непригодными. Полученные результаты во многих случаях позволяют заменить дорогое натурное испытание элементов современной дефектоскопічної аппаратуры их машинным моделированием, закладывают реальную возможность паспортизации важнейших параметров соответствующих узлов.
С 1991 г. Зиновий Теодорович изучает резонансное рассеяние волн дефектными материалами. Он показал, что колебания, которые возникают при определённых режимов облучения образца, принципиально позволяют конструировать надёжную высокочувствительную аппаратуру неразрушающего контроля, основанный на принципе «да—нет». Учёный впервые предложил отойти от традиционного компенсационного подхода к многопараметровому вихретоковому контролю и ввести раздельное измерения каждого из параметров. Это означает развитие аппаратурного решения обратной задачи теории рассеяния в практике неразрушающего контроля. Аналогичную идею учёный распространил на проблемы радиоволнового контроля неплотностей в многослойных диэлектрических композициях, выявление коррозионных повреждений под покрытиями, а также на экспериментальные методики определения адгезии покрытий. Разработанные на этой основе средства и системы неразрушающего контроля отмечаются помехоустойчивостью, чувствительностью и превосходящие мировые достижения.
Под руководством З. Т. Назарчука с 1991 г. в институте развернут комплекс фундаментальных работ по установлению корреляционных связей между контролируемыми параметрами и характеристиками разрушения материалов. Встала задача разработки критериев оценки состояния материала в процессе производства и по внешней действия нагрузок и рабочих сред. Неразрушающие методы контроля дефектности материалов при этом рассматриваются лишь как одно из звеньев технической диагностики и прогнозирования поведения материалов и конструкционных элементов. Особое внимание уделяется изучению тонкой структуры сигналов и её интерпретации в зависимости от физических параметров исследуемого материала. Получены результаты, отличающиеся научной новизной и дают возможность по-новому трактовать возможности известного в практике неразрушающего контроля и метода акустической эмиссии. В 2000 г. З. Т. Назарчук стал лауреатом премии им. К. Д. Синельникова НАН Украины.
Зиновий Теодорович является автором более 150 научных публикаций, в том числе трёх монографий (50 из них, в том числе 2 монографии,— индивидуальные). Его книга «Singular integral equations in diffraction theory» (Львов, 1994) известна специалистам в Австралии, США, Франции, ФРГ, Японии. Немало внимания учёный уделяет подготовке научных кадров. Под его руководством защищено 3 докторские и 5 кандидатских диссертаций. С 1991 г. Зиновий Теодорович возглавил новое научное направление, которое заложил основы научной школы «Физические основы, методы и средства диагностики материалов и сред».
З. Т. Назарчук — член редакционных коллегий трёх научных журналов — «Физико-химическая механика материалов» (Львов),  «Радиофизика и радиоастрономия» (Харьков). С 1996 г. он возглавляет редколлегию межведомственного сборника «Отбор и обработка информации».

## Награды
- Орден князя Ярослава Мудрого V степени (23 августа 2024 года) — за значительные заслуги в укреплении украинской государственности, мужество и самоотверженность, проявленные в защите суверенитета и территориальной целостности Украины, весомый личный вклад в развитие различных сфер общественной жизни, добросовестное исполнение профессиональной обязанности[1]
- Орден «За заслуги» I степени (7 декабря 2018 года) — за весомый личный вклад в развитие отечественной науки, укрепление научно-технического потенциала Украинского государства, многолетнюю плодотворную работу и по случаю 100-летия со дня основания Национальной академии наук Украины[2]
- Орден «За заслуги» II степени (18 мая 2012 года) — за весомый личный вклад в развитие отечественной науки, укрепление научно-технического потенциала Украины, многолетний добросовестный труд[3]
- Орден «За заслуги» III степени (27 ноября 2008 года) — за выдающиеся личные заслуги в развитии отечественной науки, укрепление научно-технического потенциала Украинского государства и по случаю 90-летия Национальной академии наук Украины[4]
- Заслуженный деятель науки и техники Украины
- Государственная премия Украины в области науки и техники (1995)

## Труды
44. Развитие исследований по физикомметрии в физико-механическом институте им. Г. В. Карпенко НАН Украины / П. М. Сопрунюк, Из. Т. Назарчук // Отбор и обраб. информации: Міжвід. зб. наук. пр. — 2001. — Вып. 15. — С. 5-36. — Библиогр.: 69 названий. — укр.
46. Симетричне електромагнітне поле кільцевої тріщини на конічній поверхні скінченної довжини / Д. Б. Куриляк, З. Т. Назарчук // Доп. НАН України. — 2000. — № 6. — С. 80-85. — Бібліогр.: 5 назв. — укр.